# Iwan Iwanow (średniodystansowiec)
Iwan Leonidowicz Iwanow (ros. Иван Леонидович Иванов, ur. 16 czerwca 1948 w Archipowce w Kraju Nadmorskim) – radziecki lekkoatleta, średniodystansowiec.
Zwyciężył w sztafecie szwedzkiej 2+3+4+5 okrążeń (w składzie: Aleksandr Konnikow, Siergiej Kriuczok, Władimir Kolesnikow i Iwanow) na halowych mistrzostwach Europy w 1970 w Wiedniu.
Na halowych mistrzostwach Europy w 1972 w Grenoble zdobył dwa srebrne medale: w biegu na 800 metrów (wyprzedził go tylko Jozef Plachý z Czechosłowacji) i w sztafecie 4 × 4 okrążenia (sztafeta radziecka biegła w składzie: Aleksiej Taranow, Walentin Taratynow, Iwanow i Stanisław Mieszczerskich).
Wystąpił na igrzyskach olimpijskich w 1972 w Monachium, gdzie odpadł w półfinale biegu na 800 metrów i eliminacjach biegu na 1500 metrów.
Był mistrzem ZSRR w biegu na 800 metrów w 1972 oraz wicemistrzem na tym dystansie w 1970 i 1971, a w hali mistrzem ZSRR w biegu na 800 metrów w 1971 i w biegu na 1500 metrów w 1973.
2 czerwca 1972 w Turynie ustanowił rekord ZSRR w biegu na 1500 metrów czasem 3:37,8. Rekord Iwanowa w biegu na 800 metrów wynosił 1:46,0 (ustanowiony 28 sierpnia 1971 w Moskwie).